# Guitard de Bourg
Pour les articles homonymes, voir Guitard.
Guitard de Bourg, mort à Bordeaux le 6 ou 7 janvier 1287 est un seigneur gascon, seigneur de Vertheuil de 1254 à 1287. Protégé par Jean Ier de Grailly, il est maire de Bordeaux en 1277-1278 et effectue ensuite différentes missions pour le compte d'Édouard Ier roi d'Angleterre et duc d'Aquitaine. Sa fille Rose de Bourg apporte son héritage à la famille d'Albret.

## Biographie

### Famille
Guitard de Bourg est le fils de Jean de Bourg, mort avant le 14 janvier 1254, seigneur de Vertheuil, et de sa femme Rose. Il porte le même nom que son oncle Guitard de Bourg, seigneur de Courréjan, châtelain de Penne-d'Agenais en 1283 et frère cadet de Jean.
Guitard de Bourg est jeune quand, à la mort de son père, il devient seigneur de Vertheuil. En 1262, il est encore qualifié de damoiseau, mais il devient chevalier peu après puisqu'il est ainsi qualifié en 1264.

### Carrière

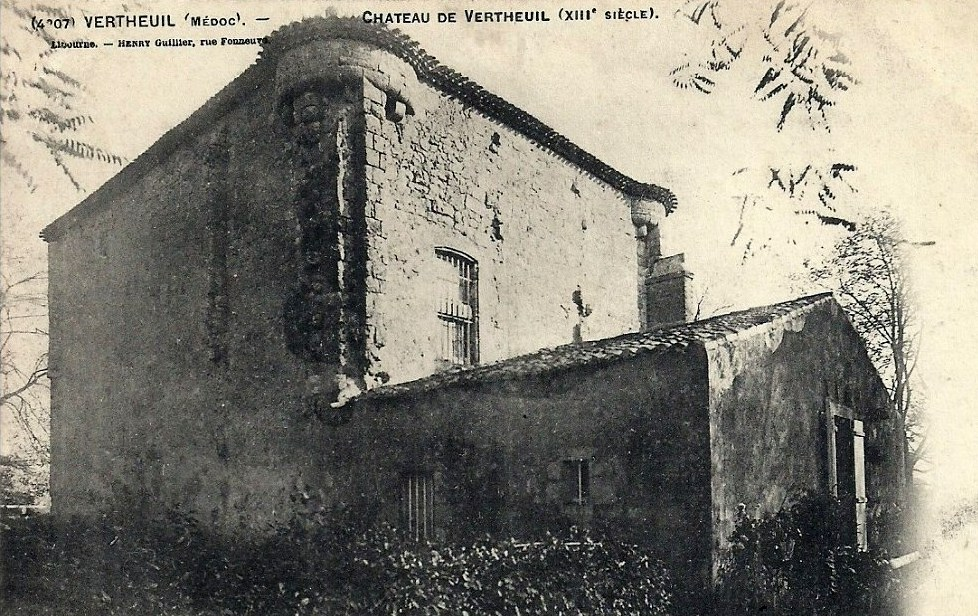
Château de Vertheuil. Carte postale du début du XXe siècle.

La brillante carrière de Guitard de Bourg est due à Jean Ier de Grailly. Ce dernier lui donne ce qu'il possède à Saint-Estèphe en 1271. Ensuite, Guitard de Bourg est régulièrement cité. En 1272, il apparaît come témoin dans deux actes. En 1276, il reçoit le droit de rendre justice à Saint-Estèphe et à Cissac, et il arbitre un conflit concernant Jean de Grailly.
Du 3 mai 1277 au 31 mai 1278, Guitard de Bourg est maire de Bordeaux, son premier poste important, nommé par le roi. En cette qualité, il négocie un compromis avec le vicomte de Fronsac à propos de cette ville. Il se sert ensuite de l'expérience et des relations acquises dans ce mandat pour négocier des paix entre les différentes factions bordelaises,.
En mai-juin 1279, Guitard de Bourg et son frère Jean se rendent auprès d'Édouard Ier roi d'Angleterre et duc d'Aquitaine alors que celui-ci séjourne en Ponthieu. Le roi-duc, satisfait de ses services, le rémunère et le charge de missions.
De novembre 1279 à septembre 1280, Guitard de Bourg est lieutenant du sénéchal de Gascogne Jean de Grailly en Bordelais et en Bazadais. On le voit ainsi être juge dans différents conflits concernant Langon, Bourg et La Réole. En 1282, il est cité comme comme sous-sénéchal à Saint-Sever,.
Le 12 septembre 1282, Guitard de Bourg fait rédiger son testament puis, à l'appel du roi, passe en Angleterre, où il est dès le 26 octobre, pour combattre les Gallois. Il est à la tête d'une troupe de plus de deux cents combattants, dont trois chevaliers. Ils subissent des pertes et Guitard de Bourg repart de Rhuddlan, quartier général anglais, le 15 mars 1283 avec trois chevaliers, quatorze écuyers et seulement une cinquantaine de fantassins. Il revient en Gascogne où il est cité dès juin 1283.
Ensuite, Guitard part en Aragon, chargé par Édouard Ier de négocier l'exécution d'un traité de mariage entre une de ses filles et un fils de Pierre III, roi d'Aragon, mais cette mission est un échec. Guitard de Bourg est ensuite prévôt de Bayonne, ce qui inclut la garde du château royal, puis sénéchal de Saintonge, poste où il est cité le 4 juin 1286. 
Comme quelques autres, Guitard de Bourg, par la variété des postes occupés, peut être considéré comme un véritable professionnel de l'administration, capable d'exercer toutes sortes de fonctions, inférieures au sénéchalat que sa naissance gasconne lui interdit. Il meurt à Bordeaux le 6 ou 7 janvier 1287. Le roi donne deux draps d'or pour ses funérailles. Il laisse un bel héritage, mais assez lourdement obéré, à sa fille Rose.

### Mariage et descendance
Guitard de Bourg est marié à Thomase Gombaud, héritière de Vayres, fille et héritière de Raimond Gombaud seigneur de Vayres. Ils ont deux enfants, des filles :
- Rose de Bourg, probablement née vers 1269[16], héritière de Vertheuil et de Vayres, mariée à Ayquelm Guilhem IV de Lesparre puis à Amanieu VII d'Albret[15] ; son premier mariage est prévu par un accord conclu par Guitard de Bourg et  Sénebrun III de Lesparre le 29 juillet 1269 et il est célébré le 14 mai 1283[17],[18] ;
- Naumus, qui épouse le 31 juillet 1306 Arnaud Aramon, vicomte d'Orthe[15].